# Villa Celiera
Villa Celiera est une commune italienne de moins de 1 000 habitants située dans la province de Pescara, dans la région Abruzzes, en Italie méridionale.

## Monuments et patrimoine
- L'abbaye Santa Maria di Casanova.

## Administration
| Période                                  | Période  | Identité             | Étiquette | Qualité |
| ---------------------------------------- | -------- | -------------------- | --------- | ------- |
| 29 juin 2004                             | En cours | Francesco Chiavaroli |           |         |
| Les données manquantes sont à compléter. |          |                      |           |         |

### Hameaux
Casanova, Pietra Rossa, San Sebastiano, Santa Maria, Traino.

### Communes limitrophes
Carpineto della Nora, Castel del Monte (AQ), Civitella Casanova, Farindola, Montebello di Bertona, Ofena (AQ).